# Битка за Вуковар
Битката за Вуковар (на хърватски: Bitka za Vukovar) е продължилата 87 дни между август и ноември 1991 обсада на град Вуковар в източната част на Хърватия от части на Югославската народна армия (ЮНА), подкрепена от сръбски паравоенни формирования. Битката е едно от ключовите сражения във Войната в Хърватия.
Преди избухването на войната бароковият град Вуковар е процъфтяващ, със смесено население, съставено от хървати, сърби и други етнически групи. През 1990 националистическата политика, водена от сръбския президент Слободан Милошевич и хърватския президент Франьо Туджман, довежда до избухване на въоръжено въстание на хърватските сърби, подкрепено от сръбското правителство и паравоенни формирования. След като въоръжените отряди на хърватските сърби завземат населените със сърби райони в Хърватия, ЮНА се намесва на страната на въстаниците. В източнохърватската област Славония конфликтът започва през май 1991. През август 1991 ЮНА започва тотално настъпление срещу контролираната от хърватите територия в Източна Славония, включително и Вуковар.
Вуковар се отбранява от около 1800 леко въоръжени войници от Хърватската Национална Гвардия (ХВГ), полицаи и опълченци, срещу 36 000 войници на ЮНА и сръбски паравоенни формирования, въоръжени с артилерия и танкове. По време на сражението се срещу града се изстрелват до 12 000 ракети и снаряди на ден. По това време, това е най-яростната и продължителна битка в Европа и Вуковар се превръща в първия напълно разрушен голям град в Европа след Втората Световна Война. След падането на Вуковар на 18 ноември 1991 стотици войници и цивилни биват изтребени от сръбските сили и поне, а поне 31 000 цивилни са депортирани от Вуковар и околностите му. След прочистването на несръбското население на града, той става част от самообявената Република Сръбска Крайна. Няколко сръбски военни и политически лидери, включително и Милошевич биват по-късно обвинени и в някои случаи осъдени за военните престъпления извършени по време на битката и след нея.
Битката изтощава ЮНА и се оказва решителният момент във войната. Няколко седмици след сражението се обявява примирие. Вуковар остава в сръбски ръце до 1998, когато се връща по мирен път на Хърватия. Оттогава градът е възстановен, но има само половината от предвоенното си население и много сгради още носят следи от сражението. Двете основни етнически групи във Вуковар остават дълбоко разделени и градът не е възвърнал предишния си разцвет.